# بينت ينسين
بينت ينسين (6 يونيو 1947

 في أودنسه) (بالفرنسية: Bent Jensen)‏ لاعب كرة قدم دنماركي معتزل كان يجيد اللعب في مركز المهاجم .
لعب ينسين في أندية ب 1913 (حتى 1969) بوردو (1969-1972) إنتراخت براونتشفيغ (1972-1973) أوستريا كلاغينفورت ، وب 1913 مجددا .
شارك ينسين مع منتخب الدنمارك في 20 مباراة مسجلا 13 هدف في الفترة من 1968 إلى 1972 .

## روابط خارجية
- بينت ينسين على موقع قاعدة بيانات كرة القدم.إي يو (الإنجليزية)
- بينت ينسين على موقع بيانات كرة القدم. دي إي (الألمانية)
- بينت ينسين على موقع ناشيونال فوتبول تيمز (الإنجليزية)